# Esglésies fortificades de Transsilvània
Les viles amb esglésies fortificades de Transsilvània estan situades a la Transsilvània meridional i oriental, i tenen la particularitat d'estar organitzades al voltant d'una església fortificada.
Amb les més de 150 esglésies fortificades, ben conservades, amb una gran varietat d'estils arquitectònics (d'un nombre originari de 300 esglésies fortificades), la regió sud-est de Transsilvània a Romania actualment té una de les xifres més altes de les esglésies fortificades existents entre els segles XIII i segle xvi.
Estan inscrites en la llista del Patrimoni de la Humanitat de la UNESCO des del 1993.